# Desmiphora dozieri
Desmiphora dozieri là một loài bọ cánh cứng trong họ Cerambycidae.